# Linards Grantiņš
Linards Grantiņš est une personnalité politique lettonne et l'un des trois fondateurs du premier groupe ouvertement anti-communiste de Lettonie Helsinki-86 qui ouvrira la voie aux mouvements indépendantiste letton durant l'occupation soviétique. Il est Grand Officier de l'Ordre des Trois Étoiles.
Le 14 juin 1987, malgré les efforts du gouvernement soviétique, environ 5 000 personnes se rassemblent pour commémorer les victimes des déportations soviétiques vers les camps de travail en 1941,. Cet évènement, organisé par le groupe de défense des droits de l'homme Helsinki-86, était la première cérémonie du dépôt de gerbes de fleurs ayant lieu depuis l'occupation soviétique, la pratique ayant été bannie par les autorités soviétiques,. En réponse, le gouvernement soviétique organise une course cycliste au moment où la cérémonie devait avoir lieu et l'agence de presse Latinform affirme que seulement une poignée de gens ont participé à la manifestation. Pour briser le mouvement, les 3 chefs de Helsinki-86 ont aussi reçu l'ordre de suivre un entrainement militaire durant tout le mois de juin et l'un d'eux, Linards Grantiņš, est envoyé en prison pour 6 mois pour avoir refusé d'y aller (pour raisons médicales).